# Années 1960 en mode

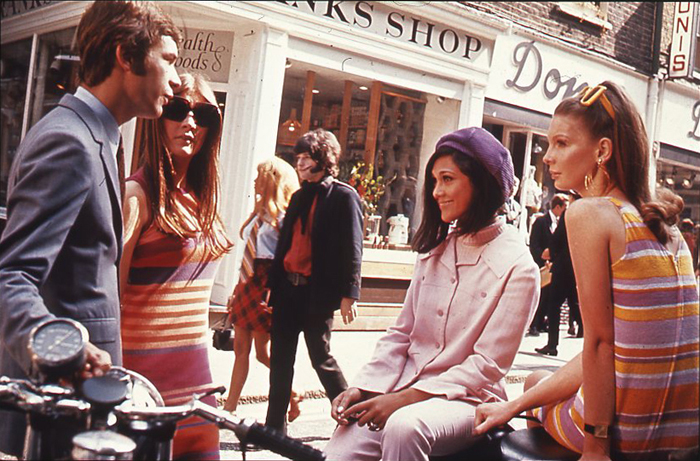
Swinging London : Carnaby Street, circa 1966.

La mode des années 1960 est marquée par un renversement complet des préceptes établis lors de la précédente décennie. L'incontournable haute couture voit sa suprématie supplantée par le prêt-à-porter, promu en cela par les mouvements de la jeunesse. Cette même jeunesse devient à la fois la source d’inspiration et le client final du vêtement. Paris capitale de la mode cède sa place au Swinging London anglais : Londres devient le centre de la plupart des tendances. La musique pop émanant de ce pays va aussi influencer les comportements vestimentaires au même titre que les yéyés en France. Le collant, le pantalon, le bikini vont révolutionner les tenues féminines. Le « Space age » représenté par Courrèges ainsi que la minijupe vont s'imposer comme symboles de l'époque. L'usage de matières synthétiques se répand. En France, certains noms deviennent synonymes de ces bouleversements, comme Emmanuel Ungaro, Pierre Cardin, Paco Rabanne ou Yves Saint Laurent. Chez les hommes, le vestiaire influencé par les Mods est de plus en plus près du corps, étroit. Dans le reste du monde, plusieurs stylistes comme l'Américain Rudi Gernreich bousculent les conventions. Outre quelques tendances émergeant à New York ou Los Angeles, les États-Unis restent majoritairement conservateurs malgré l'influence britannique très forte dans ce pays. Vers la fin de la décennie, le modernisme et la créativité de l'époque laissent entrer une iconoclaste mode ethnique et ses tendances assimilées ; elle va se disperser dans certaines couches de la société. Les évolutions de la consommation et distribution ont alors déjà révolutionné la façon d'aborder la mode partout en Occident, marquant une rupture radicale avec les années 1950.

## Historique

### Préambule
Depuis 1947 et le New Look de Christian Dior, la haute couture vit son second « âge d'or » voyant triompher Balenciaga, Balmain ou Givenchy. Dans les années 1950, la mode reste relativement homogène. La haute couture parisienne impose ses marques sur le monde entier que ce soit par son omniprésence dans les magazines ou par les multiples copies réalisées, légalement ou non. Elle est l'exemple qui guide la mode mondiale. Outre cette restrictive haute couture, la couture sur-mesure ou la confection industrielle, déjà une forme de prêt-à-porter mais coûteux, sont commercialisées par les grands magasins. L'ensemble formé reste fabriqué soit de façon industrielle soit artisanalement. Une autre partie de l'habillement d'usage quotidien se fait encore chez-soi ou chez la couturière du quartier. Le contexte reste conservateur et le mouvement de la libération de la femme n'est pas encore en marche. Mais dès la fin de la décennie, les pénuries liées à la Seconde Guerre mondiale disparaissent. La haute couture et ses déclinaisons sont en perte de vitesse et rejetées par une grande partie de la classe moyenne qui émerge dans ses années d'après conflit où la prospérité va croissant : trop chère, trop élitiste, ses clientes les abandonnent. Les grands couturiers, les confectionneurs ou les grands magasins ont parfois du mal à sentir ses modifications de la hiérarchie de la mode. Pourtant, dès 1956 le Vogue français fait un numéro « spécial prêt-à-porter ».
D'une silhouette sophistiquée et corsetée va bientôt apparaître progressivement une génération de prônant une mode ludique sur une silhouette plus fine. Héritage de la Libération, la puissance et les techniques du prêt-à-porter américain avec ses méthodes de production industrialisée, déferle sur le monde.

### La révolution du prêt-à-porter

#### Prémices et principes
Dès la seconde moitié des années 1950, la coûteuse haute couture, peu rentable pour les maisons, entraîne la nécessité de diversifier les produits, mais surtout la clientèle en s’adressant aux plus jeunes ; il convient également de lutter contre les copies qui inondent le monde. Nombreux sont les couturiers à créer des lignes « secondaires » avec « des modèles étudiés pour être exécutés sans essayage » tel que l'écrit Le Figaro. Certaines de ces lignes, les plus luxueuses, prennent le nom du couturier auquel se voit parfois associé le terme de « Boutique », désignant à la fois une différenciation, mais également la présence des modèles en vitrine, principe jamais usité par la haute couture. Les couturiers stars s'adaptent presque tous à cette tendances dès cette époque. Ces lignes luxueuses vont peu à peu être déclinées en collections plus abordables, ce que les couturiers nomment la « grande diffusion ». Mais ces modèles encore coûteux ne sont que les prémices d'une tendance plus forte : en parallèle, collant à cette volonté de démocratisation de la mode, de multiples enseignes voient le jour certaines s'engouffrant dans ce nouveau marché du prêt-à-porter de luxe telle Chloé mais aussi plus abordable. Le nombre de commerces explose. Emmanuelle Khanh, Gérard Pipart ou Maxime de la Falaise, nouvelle génération de stylistes, renversent le système et influencent cette période de croissance économique durant laquelle le niveau de vie s'améliore : le vêtement passe de son usage usuel à celui d'objet de consommation. Pratique, nouveau, accessible, le prêt-à-porter prend progressivement des parts considérables du marché de l'habillement,. Jusqu'alors, la prédominance de la haute couture impose une organisation pyramidale du créateur à la confection de masse puis la couturière de quartier. Cette organisation entraîne un style presque unique pour une seule saison. Mais cela disparaît peu à peu pour donner naissance à une multitude de tendances. Le principe de faire ses achats dans le grand magasin de quartier se voit remplacé par ces boutiques plébiscitées des jeunes. Pourtant au début de la décennie, le vêtement reste encore conventionnel.

#### Jeunesse

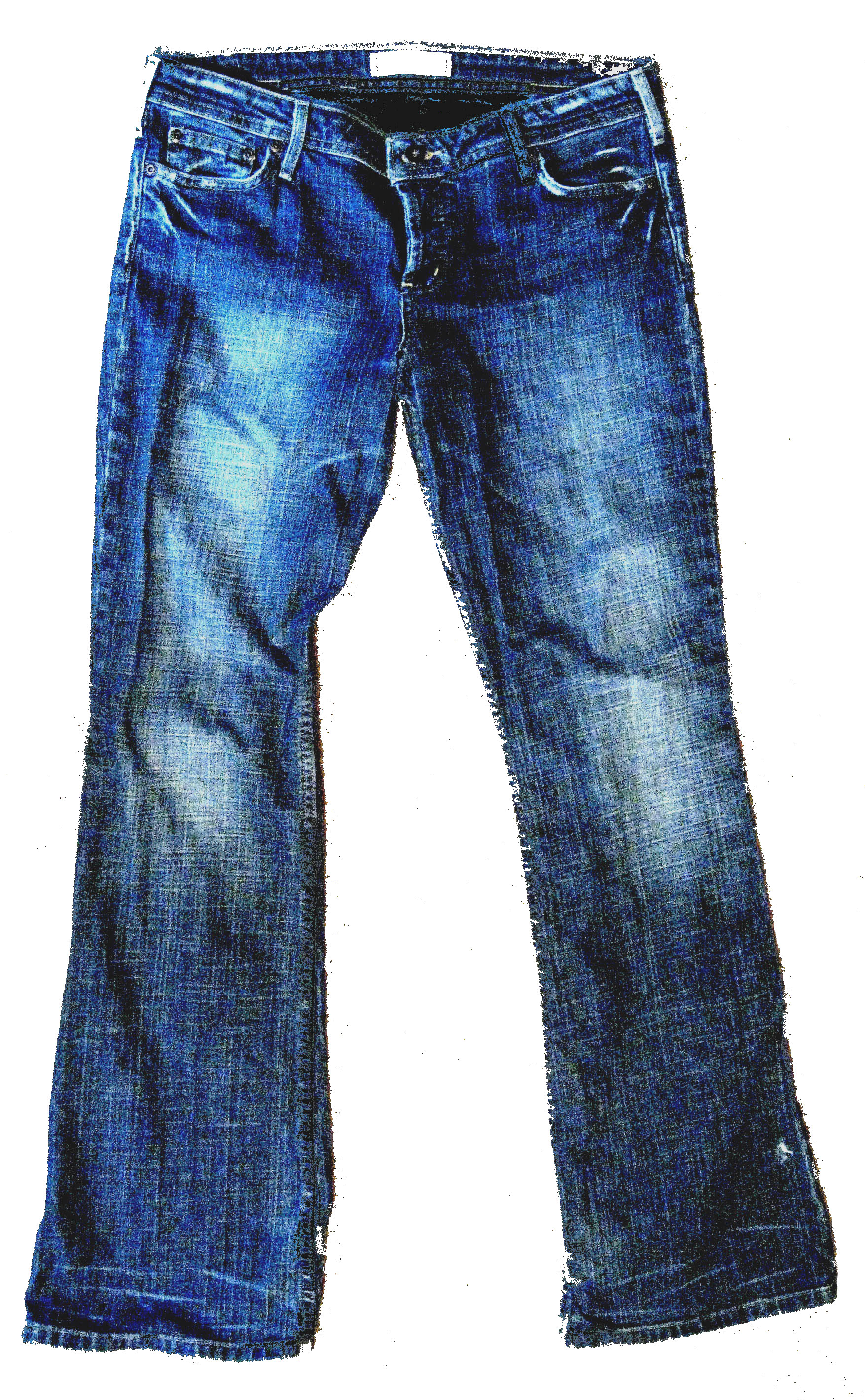
Pantalon en jeans

De nombreux enfants du baby boom deviennent adolescents et consommateurs-prescripteurs de premier plan. La population et donc ses consommateurs rajeunissent. S'éloignant des habitudes — les rejetant même —, jusque-là habillés comme leurs aînés, ils ignorent maintenant la mode de leurs parents et deviennent, par leur indépendance, la porte d'entrée du prêt-à-porter dans la société : la mode n'émane plus d'une élite mais de sa base, de la rue, en faisant abstraction du passé,,,. Les traditionnels critères esthétiques féminins sont bouleversés, à l'opposé des canons de la beauté des années 1950 : « les filles ne veulent plus ressembler à leurs mères ». Alors que la mode reste souvent représentative d'un pays, d'une classe sociale, avec une uniformité générationnelle, désormais, elle va incarner une tranche d'âge, une tendance culturelle ou même la représentation de contre-cultures : une idéologie politique, un courant musical ou un comportement suffisent à établir ses propres règles vestimentaires avec la conséquence que les adultes viennent à copier les plus jeunes. Elle en profite pour s'internationaliser et s'uniformiser parfois, symbolisée par le jeans qui se répand de façon unisexe de par le monde ; l'image, la communication, l'information connaissent une envolée favorisant cette internationalisation de la mode.
De nouveaux mannequins incarnent dans les magazines, parfois de façon androgyne, ce mouvement de la jeunesse qui lui devient peu à peu présent dans tous les médias. Tendance née quelques années auparavant, les mannequins, coiffeurs ou photographes, habituellement en marge de la mode, deviennent des vedettes. Aux États-Unis, Diana Vreeland quitte Harper's Bazaar pour venir secouer les traditions du Vogue local, « bastion du bon goût ». Elle devient alors un relais influent des nouvelles tendances stylistiques de l'époque, faisant la jonction, puis le mélange, entre le style sophistiqué du magazine et ces tendances, jusqu'à influencer la mode de l'époque. Bikini, minijupe, ou les vêtements les plus excentriques, elle prend en main le magazine et relègue la haute couture en second plan. La déclinaison italienne de ce magazine américain est lancée en 1964. En France, l'influent Elle compte alors deux millions de lectrices par semaine, la moitié ayant moins de 35 ans. Au-delà d'un aspect purement vestimentaire, les magazines de mode se font l'écho des changements de société et de condition féminine.
Les premiers « bureaux de style », chargés d’analyser les variations de la mode et de guider les confectionneurs, revendeurs, ou même les magazines,, sont fondés. Jusqu'à la intégrée, la production, du créateur à l'atelier souvent proche, se délocalise de plus en plus et fait intervenir des avis extérieurs. Les matières synthétiques prennent la place des textiles naturels et les prix baissent. Les collants sont fabriqués en masse remplaçant le porte-jarretelles, la guêpière et les bas. Les tendances corsetées de la décennie précédente disparaissent au profit d'inspirations plus audacieuses et plus confortables tels les chaussures plates ou même l'absence de lingerie : la silhouette change radicalement dès le début de la décennie. En parallèle de la mini jupe qui apparaît en Angleterre, les robes raccourcissent également,, les cuissardes et bottes deviennent des basiques. Pour les hommes, le strict costume/cravate est toujours de rigueur et se doit, idéalement, d'être italien ; Naples, Milan et Rome profitent alors pleinement de cet engouement. Le costume fait place durant certains moments à une mode plus libérée, parfois inspirée du style preppy dominant toujours de l'autre côté de l'Atlantique. Mais ces tendances, dont principalement la baisse des prix, entraînent également un renouvellement incessant du vêtement qui devient alors jetable.

### Suprématie de l'Angleterre

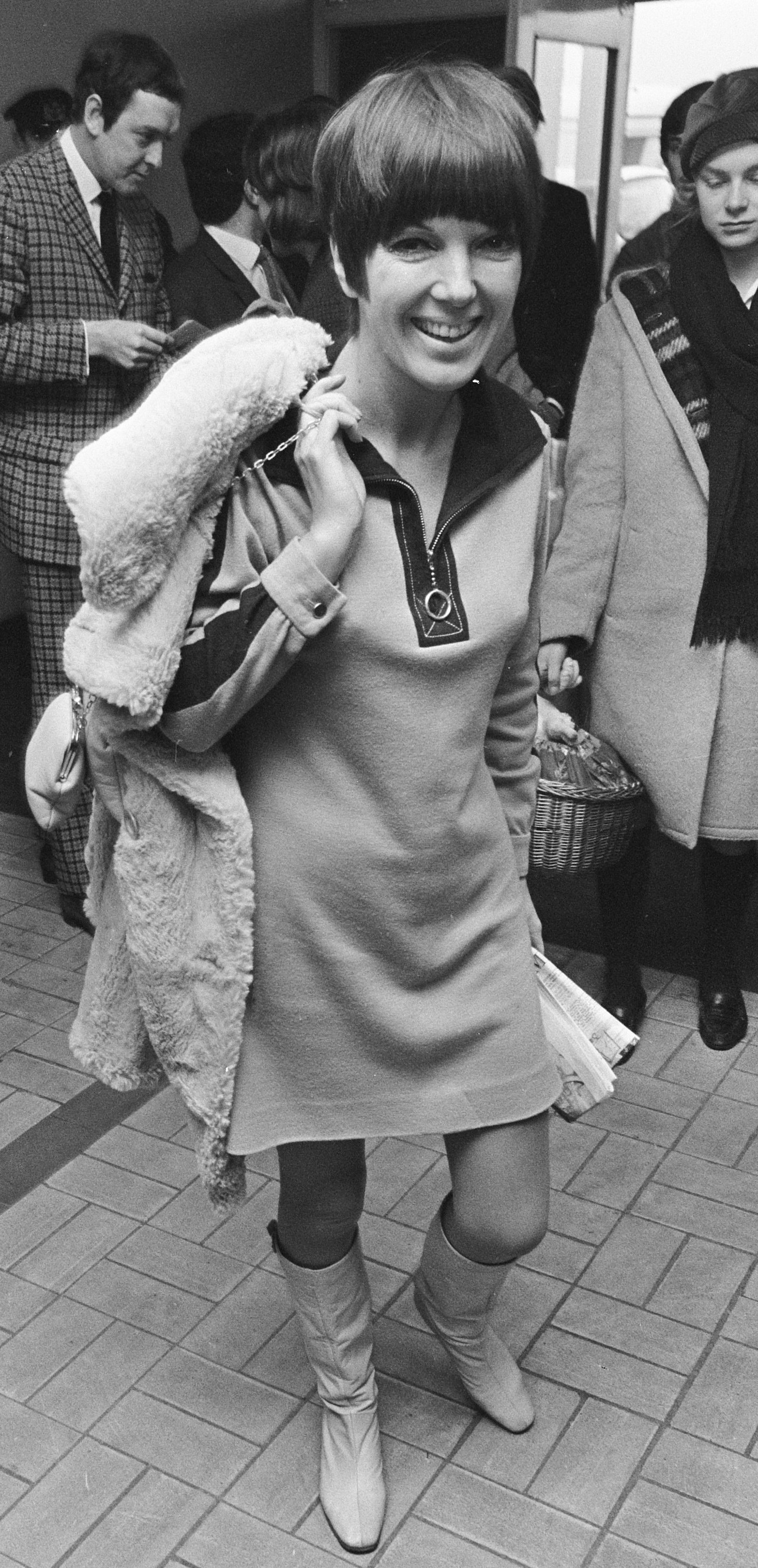
Mary Quant, en 1966, avec une mini-robe de sa création, qu'elle porte avec un manteau en peau de mouton et un sac jetés sur l'épaule, ainsi que des go-go boots.

Mary Quant ouvre Bazaar à Chelsea dès 1955, sa boutique-restaurant qui deviendra un « lieu de vie », plus tard épicentre du Swinging London. Mais ce qu'elle commercialise ne lui convient pas et rapidement, elle commence à créer ses propres modèles dont, ce que l'histoire retient, la mini jupe. Avec sa coupe à cinq pointes réalisée par Vidal Sassoon, Mary Quant représente la jeunesse de l'époque. Porter sa marque est une forme de rébellion face à la mode de ses parents. Plus qu'un style, elle invente également un mode de vie, développant le premier concept store qui commercialise maquillage, papeterie, décoration ou vaisselle, parfois orné de son logo en forme de marguerite stylisée. Si la mini jupe voit le jour à Londres dans sa boutique comme le retient l'histoire, c'est une photo, mondialement diffusée bien que scandaleuse pour l'époque, de Jean Shrimpton en Australie qui va réellement la populariser.
Sous l'image des deux jeunes mannequins Twiggy et Jean Shrimpton, le London Look va se répandre en Europe et jusqu'aux États-Unis, photographié par David Bailey,, Brian Duffy ou Terence Donovan. « Le Monde veut soudainement copier la façon dont nous nous habillons » écrit le British Vogue. Londres est à l'avant-garde de la mode. John Stephen (en), personnage central de la mode des Swinging Sixties, habille les Mods dans sa boutique His Clothes puis les nombreuses autres qu'il ouvre par la suite : chemises proches du corps avec petite cravate ou cols roulés, pantalons étroits ou costumes dans la lignée de ce que fait l'Italie. Ces « Modernists », pourtant peu nombreux et essentiellement présents en l'Angleterre, influencent les tendances masculines de par le monde,. Carnaby Street puis King's Road deviennent l'épicentre de la mode pour les deux sexes, certaines boutiques étant même unisexe,. Tandis que Ossie Clark (en) joue un rôle considérable dans la mode féminine britannique, John Bates (en) habille Emma Peel dans l'incontournable Chapeau melon et bottes de cuir,, l'Union Jack se transforme en symbole international d'une certaine culture populaire.

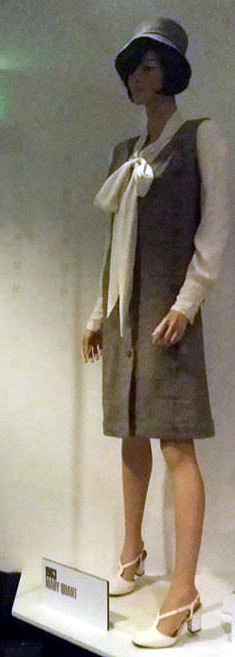
Robe Mary Quant (1963)

### Médias et musique
Les radios à transistors se multiplient et avec elles, les émissions spécifiques aux femmes ou aux jeunes. La musique d'origine britannique, vecteur de styles vestimentaires, impose les Swinging Sixties et sa British Invasion : les Rolling Stones, les Kinks influencent la tenue masculine. Dusty Springfield ou RIENRIEN sont certains des représentants de cette première « invasion britannique » de la musique et diffusent leurs styles, tout comme les Beatles ou les Who.
En France, la musique des yéyés est également un vecteur d'influences majeur, Sylvie Vartan, Françoise Hardy ou Sheila jouent alors leur rôle d'ingénues ; leurs images sont relayées par Mademoiselle Âge Tendre, Salut les copains ou Dim, Dam, Dom. Les liens entre la musique et la mode restent forts.
Après ses débuts dans le film de Godard, l’américaine Jean Seberg diffuse en France son style composé de cheveux courts, pantalons étroits, grosses lunettes de soleil ou encore ballerines. Elle devient l'un des symboles de la Nouvelle Vague avec Jeanne Moreau alors régulièrement vêtue en Pierre Cardin. D'autres actrices sont aussi sur le devant de la scène, leur style vestimentaire parfois source d'inspiration, telles Catherine Deneuve ou Jane Birkin. Faye Dunaway porte un béret, une jupe au genoux et un manteau dans Bonnie and Clyde, le style devient internationalement et massivement populaire ; certains y voient même la chute de la minijupe, remplacée par un modèle plus long,.
Le coiffeur américain Kenneth Battelle, créant des styles copiés dans le monde entier, devient une célébrité, au travers des personnalités qu'il coiffe de Marilyn Monroe à Jacqueline Kennedy, icône de mode perpétuellement épiée et suivie ; par l'énorme retentissement de chacune de ces apparitions, le « Look Jackie » contribue durant plusieurs années à l'émergence de nouvelles tendances fortes.
Woodstock, Hair, arrivent fin des années 1960 marquant l'envolée du mouvement hippie et l'abandon des yéyés.

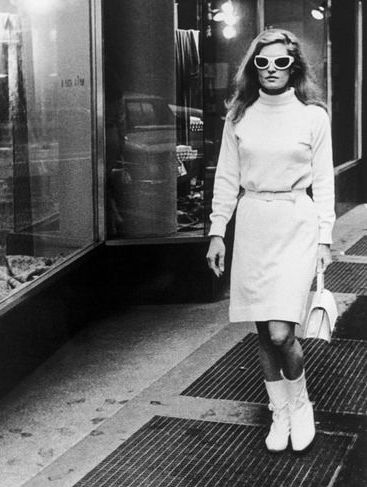
Dalida à la fin des années 1960.

### Créateurs français et haute couture
Si ces années là les français ont perdu le titre de capitale mondiale de la mode, il n'en reste pas moins que nombre de stylistes et couturiers continuent de faire de Paris une place centrale, créative. Peu à peu la haute couture va jouer le rôle qu'elle possède encore de nos jours : un laboratoire d'idées et d'imagination, une image prestigieuse pour la France, le tout étant décliné dans des modèles plus simples et accessibles pour une autre clientèle, apportant des revenus aux maisons.
L'époque oblige les plus anciens à réagir mais plusieurs apparaissent sur le devant le la scène. André Courrèges créé dès 1961 la maison qui porte son nom. Ayant totalement intégré le renouveau émanant de la jeunesse, il organise ses défilés — où le blanc domine — avec de jeunes mannequins sautant ou dansant. Il diffuse la minijupe en France, mais également les vêtements composés de métal (en) ou de PVC, synthèse de toutes les matières nouvellement disponibles. Alors que Youri Gagarine réalise le tour de la terre, Courrèges s'inspire de la conquête spatiale pour ses collections. Il est surnommé le styliste du « Space Age ». Pierre Cardin et Paco Rabanne adoptent eux aussi une tendance futuriste dans la mode qu'ils conçoivent, utilisant également des tissus synthétiques. Emmanuel Ungaro, quittant André Courrèges par refus de s'adapter aux règles strictes de la haute couture, s'installe avenue Mac-Mahon avec Sonja Knapp, puis développe « Ungaro Parallèle » trois ans après,. De son côté, Daniel Hechter développe une ligne sportswear.
À l'opposé de cette tendance « futuriste », Yves Saint Laurent, Couturier formé chez Dior, ouvre sa maison de couture en 1962. Cherchant à démocratiser la mode, il lance Saint Laurent rive gauche avec des collections autonomes : « Mon vrai public, ce sont les femmes jeunes, les femmes qui travaillent », affirme-t-il alors. Si les femmes ne peuvent toujours pas porter le pantalon d'après la loi, il crée pourtant Le smoking. Pierre Bergé précisera plus tard : « On a souvent dit que Chanel avait libéré les femmes. C'est vrai. Des années plus tard, Saint Laurent devait leur donner le pouvoir. »

### Une décennie de bouleversements

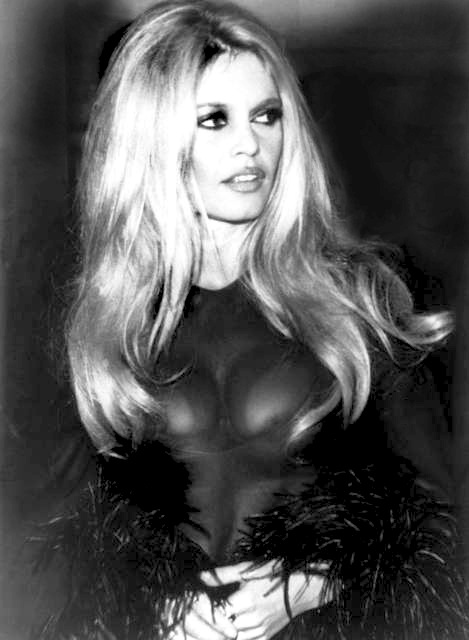
Brigitte Bardot en 1968.

Même si le prestige de Paris est toujours existant avec ses couturiers alternant entre un innovent prêt-à-porter et une haute couture élitiste, les années 1960 voient la mode en occident s'internationaliser avec une influence incontournable des États-Unis et de l'Angleterre : les évolutions de la communication mais également de la distribution — dont les échanges internationaux en plein boom économique des Trente Glorieuses — font que la mode reste moins régionalisée. L'essor des réseaux de diffusions va accélérer encore le renouvellement et la création du vêtement.
Vers la fin de cette décennie, plusieurs tendances vivent leur déclin et d'autres voient le jour. Une vague hippie envahit le monde occidental. Elle exprime le rejet pour certains d'une mode matérialiste jusqu'alors basée sur des produits industriels fabriqués en série ou des matières synthétiques. Elle marque également un retour à la nature. La liberté d'expression indissociable de ce mouvement entraîne la mode vers une créativité débridée : les vêtements ethniques ou folkloriques sont glanés en Inde, au Moyen-Orient ou dans les traditions des Amérindiens. Ils inspirent considérablement la rue comme les créateurs,. En parallèle se développe une mode psychédélique. Vers la même époque la maille fait son entrée majeure dans la mode pour devenir incontournable dans les années 1970 : Sonia Rykiel ouvre sa première boutique à Paris, non loin de celle d'Yves Saint Laurent, Missoni propose une collection complète de tissus tricotés.
Plus des trois quarts des femmes s'habillent en prêt-à-porter à la fin des années 1960. En même temps, la cosmétique se développe tout au long de la période. Globalement, à l'aube des années 1970, les tendances se divisent alors en deux camps théoriques : le vêtement facile à porter et les habits fantaisie. Tous les changements des années passées vont modifier durablement la mode et nombre de préceptes restent d'actualité de nos jours.

## Chronologie sélective

### 1959
- Brigitte Bardot se marie en robe vichy.
- Création de l'agence de mannequins Catherine Harlé, particulièrement active dans les années 1960.

### 1960
- Sortie de La dolce vita de Fellini basé sur la jet set de l'époque.
- Dernière collection de Yves Saint Laurent pour Dior intitulée « Rive Gauche » et inspirée par les Beatniks et des motards, utilisant des matières nobles telles que le crocodile ou le vison[16].
- Valentino fonde sa maison de couture à Rome en juillet 1960.

### 1961
- Sortie de Breakfast at Tiffany's qui impose la « sophistication chic » de Audrey Hepburn mais surtout la robe noire de soirée de Givenchy qu'elle porte[81].
- Première collection de prêt-à-porter de Guy Laroche.
- Mort de Carmel Snow.

### 1962
- Ouverture de Dorothée Bis par Élie et Jacqueline Jacobsen.
- Première ligne pour homme de Pierre Cardin, début d'un long succès.
- Création du Conseil des créateurs de mode américains (CFDA).
- Geoffrey Beene fonde la marque qui porte son nom.
- Date symbolique, Rosita Jelmini et Ottavio Missoni transforment une machine qui ne produit jusqu'ici des châles en un outil fabricant des robes en maille[82].

### 1963

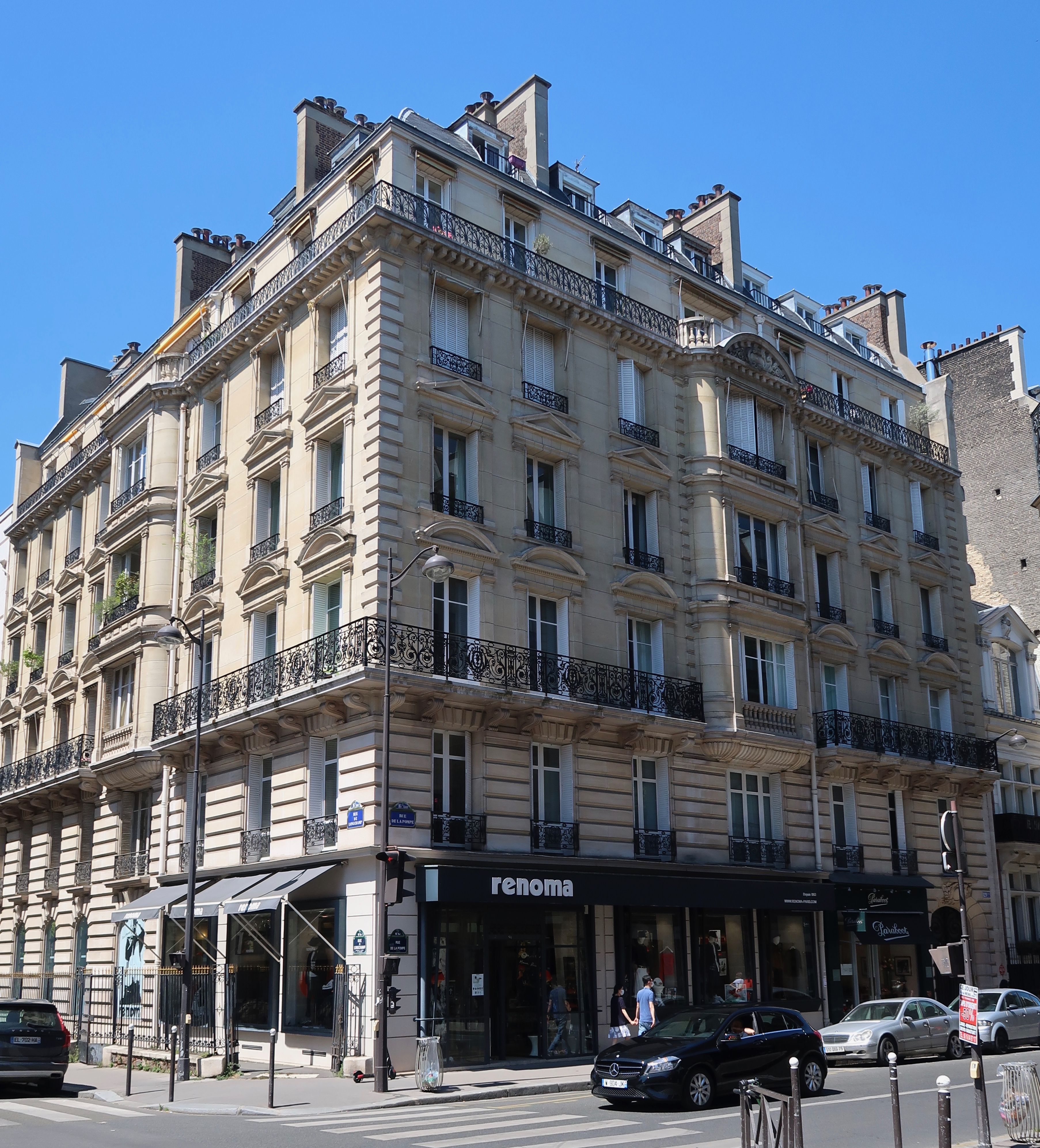
Renoma, 129 rue de la Pompe (Paris).

- Étiquetage obligatoire de la composition des vêtements.
- Création par Michèle Rosier (fille de Hélène Lazareff) de la marque V de V (Vêtements de Vacances) à tendance sportswear[83].
- L'appartion de Julie Christie dans le film Billy le menteur fait immédiatement d'elle une icône de mode[84].
- Karl Lagerfeld commence sa longue collaboration avec Chloé[85].
- Simone D'Aillencourt est le sujet de la série photographique « Bubble » de Melvin Sokolsky (en), photographiée à Paris pour Harper's Bazaar. Elle met fin à sa carrière de mannequin six ans plus tard avec une dernière série de photos prise par Henry Clarke pour Vogue[86].
- Life publie un reportage marquant la consécration, aux États-Unis, des robes Lilly.
- Maurice Renoma ouvre la boutique White House Renoma, 129 rue de la Pompe, dans le 16e arrondissement de Paris. La boutique obtient un succès rapide, habillant autant les jeunes gens des quartiers bourgeois que des personnalités, comme Nino Ferrer, Bob Dylan, John Lennon ou encore Serge Gainsbourg[87].
- Les Beatles apparaissent pour la première fois avec leurs célèbres costumes sans col. Ceux-ci sont réalisés par tailleur londonien Douglas Millings, qui réalise l'ensemble des tenues de scène et de tournée du groupe de 1963 à 1966[88],[89]. Millings tire son inspiration d'un modèle réalisé par Pierre Cardin pour sa ligne de prêt-à-porter masculin "Cylindre", lancée en 1960[90],[91].

### 1964
- Collection « Moon Girl » de Courrèges intégrant plastique et métal aux créations.
- Lancement de Radio Caroline en mars.
- Commercialisation du monokini, modèle allant de dessous les seins au haut des cuisses ; le premier jet reste donc avant tout un « maillot sans haut »[92]. Si l'accueil reste mitigé et que celui-ci, en laine, n'est pas destiné à aller dans l'eau, il rencontre un succès auprès du public : Rudi Gernreich en vend trois mille pièces[93]. Dans la foulée, premiers seins nus à Saint Tropez. En une décennie, le « monokini » se répand sur toutes les plages[8].
- Sortie du film Cherchez l'idole, devenu témoignage de l'époque[94].
- Le British Vogue déclare 1964 comme « l'année de Courrèges »[65].
- Création de l'émission Top of the Pops peu après Ready Steady Go!.
- Ouverture par Barbara Hulanicki de la première boutique Biba sur Abingdon Road en remplacement d'un pharmacien dont le décor est conservé. Jusque-là, les diverses marques implantées à Londres restent assez élitistes par les prix pratiqués. Biba instaure des gammes de produits plus abordables[95].
- Zandra Rhodes fonde son premier atelier d'impression.

### 1965
- Première publication de Nova.
- Collection « Cosmos » de Pierre Cardin ; elle devient emblématique de la mode futuriste[96].
- Qui êtes-vous, Polly Maggoo ? film de William Klein où la mode est omniprésente[97], présentée de façon satirique. La robe en feuilles métalliques de Paco Rabanne devient un élément marquant du film.
- Sort le film Viva Maria ! avec Brigitte bardot et Jeanne Moreau. Le film devient source d'inspiration d'une partie de la « mode romantique » se développant à partir de ces années là et souvent rattachée au mouvement hippie par amalgame. Cette tendance rejette la mode futuriste pour une orientation plus baroque. Elle se compose de trois styles différents bien que regroupés dans la même tendance : le Flower Power assimilé aux hippies, le Mayfair d'inspirations ethniques luxueuses, le troisième dans la continuité du film, plus douce et caricaturant la mode des années 1920[98].
- Vogue US publie pour la première fois le terme de « Youthquake » désignant les mouvements de la jeunesse de l'époque.
- Diana Vreeland débauche Richard Avedon pour Vogue ; la somme de un million de dollars est avancée. Alexander Liberman décrit cette époque comme « la période de l'érotisme intellectuel »[99].
- La Robe Mondrian apparait en couverture du Vogue français en septembre. Copiée de multiples fois, elle devient un symbole de cette décennie[100].

### 1966
- Sophia Loren est habillée par la maison Dior dans le film Arabesque de Stanley Donen.
- Blow-Up sort en décembre ; inspiré des relations entre David Bailey et Jean Shrimpton, il reste un film emblématique de cette époque.
- Première boutique Saint Laurent rive gauche rue de Tournon.
- Les ventes de minijupes explosent en France[101].
- Emmanuelle Khanh, déjà en activité depuis quelques années, signe une première collection pour Missoni.
- Plus tard reconnue comme chanteuse, Nico signe un contrat chez Ford pour sa carrière de mannequin[102].
- En décembre, le WWD publie une image de Jackie Kennedy chaussée par Roger Vivier, lançant ainsi un engouement pour son modèle à bout rond et talon court[35]. Durant cette période, le chausseur travaille pour Yves Saint Laurent puis également Emmanuel Ungaro.
- Collection des robes Op art par Yves Saint Laurent.

### 1967
- La collection « Afrique » par Yves Saint Laurent en février reçoit une reconnaissance importante du monde de la mode. La première Saharienne s'y voit présentée mais passe relativement inaperçue, alors qu'elle deviendra par la suite une pièce emblématique du couturier.
- Lancement de « Miss Dior », dénomination d'une ligne de prêt-à-porter par l'entreprise Christian Dior.
- Sortie de l'album Sgt. Pepper's des Beatles marquant la tendance pour les pastiches d'uniformes militaires[103].
- Summer of Love durant l'été.
- En août, Mary Quant commercialise « Quant Afoot », une collection de chaussures et bottes[104].

### 1968
- Création de l'Agence Mafia par Denise Fayolle (anciennement au bureau de style de Prisunic) et Maïmé Arnodin.
- Séjour des Beatles en Inde à partir de février, point de mire de la tendance de mode surnommée le « Ashram style »[105].
- Sortie de la comédie musicale Hair à Broadway.
- Jane Fonda est habillée par Paco Rabanne dans Barbarella de Roger Vadim. Le style de Talitha Getty, qui fait une courte apparition dans le film (non créditée), devient le symbole d'un tendance hippie-chic maintes fois réinterprétée[106].
- La photographe Sarah Moon se fait remarquer, ce sera le début de ses campagnes pour Cacharel.
- Cristóbal Balenciaga, qui ne se reconnait plus dans cette époque, se retire. Il dit refuser la médiocrité du prêt-à-porter et le manque de séduction de ces nouvelles tendances ; il choisit de quitter définitivement la couture. Gabrielle Chanel elle aussi refuse tout au long de ces années le prêt-à-porter mais finit par céder bien plus tard.
- Francine Crescent devient rédactrice en chef du Vogue français renommé alors Vogue Paris.
- La presse de mode fait de 1968 « l'année Valentino ». Depuis quelque temps le couturier italien développe une ligne de prêt-à-porter luxueuse, élégante et sobre, majoritairement blanche[n 23], loin des principes colorés souvent en vogue à l'époque. La même année, il ouvre sa maison avenue Montaigne et dessine la robe de mariée de Jackie Kennedy, ce qui le rend célèbre mondialement[107].

### 1969
- Création de GAP (Groupe Avant-Première), magazine de mode corporatiste créé à l'initiative de Points de vente et d'Hélène Lazareff, et dirigé par Ginette Sainderichin. Il fonctionne par le regroupement de Elle, du Jardin des modes et de Mademoiselle Âge Tendre. Il est destiné aux professionnels de la confection pour leur indiquer en avance les futures tendances[108].
- Tommy Nutter réalise trois des quatre costumes des Beatles visibles sur la pochette de Abbey Road[109]. Il crée également les tenues unisexes de mariage de Yoko Ono et John Lennon[110].
- Festival de Woodstock durant le mois d'août.
- Les styles « motards » de Dennis Hopper et Peter Fonda dans Easy Rider sont d'une grande influence en occident[111].
- Catherine Rousso entre au magazine Elle, début d'une longue carrière.